# Patikul
Patikul is een gemeente in de Filipijnse provincie Sulu op het eiland Jolo. Bij de laatste census in 2007 had de gemeente bijna 57 duizend inwoners.

## Geografie

### Bestuurlijke indeling
Patikul is onderverdeeld in de volgende 30 barangays:
| - Anuling - Bakong - Bangkal - Bonbon - Buhanginan - Bungkaung - Danag - Gandasuli - Igasan - Kabbon Takas | - Kadday Mampallam - Kan Ague - Kaunayan - Langhub - Latih - Liang - Maligay - Mauboh - Pangdanon - Panglayahan | - Pansul - Patikul Higad - Sandah - Taglibi - Tandu-Bagua - Tanum - Taung - Timpok - Tugas - Umangay |

## Demografie
Patikul had bij de census van 2007 een inwoneraantal van 56.805 mensen. Dit zijn 22.409 mensen (65,2%) meer dan bij de vorige census van 2000. De gemiddelde jaarlijkse groei komt daarmee uit op 7,16%, hetgeen hoger is dan het landelijk jaarlijks gemiddelde over deze periode (2,04%). Vergeleken met de census van 1995 is het aantal mensen met 26.106 (85,0%) toegenomen.

De bevolkingsdichtheid van Patikul was ten tijde van de laatste census, met 56.805 inwoners op 330,04 km², 172,1 mensen per km².